# Фотолюмінесцентна спектроскопія
Фотолюмінесцентна спектроскопія — вид оптичної спектроскопії, заснований на вимірюванні спектру електромагнітного випромінювання, випущеного внаслідок явища фотолюмінесценції, викликаного в досліджуваному зразку шляхом збудження його світлом. Один з основних експериментальних методів вивчення оптичних властивостей матеріалів, і, особливо, напівпровідникових мікро- і наноструктур.
Суть методу полягає в тому, що досліджуваний зразок опромінюється світлом у видимому, інфрачервоному або ультрафіолетовому діапазоні. Поглинені зразком кванти світла, фотони, збуджують електрони, що знаходяться у валентній зоні, що призводить до їх переходу в зону провідності. Далі електрони зазнають процесів релаксації і, поступово втрачаючи свою енергію, урешті-решт, досягають нижньої межі зони провідності або інших незаповнених рівнів енергії, де і рекомбінують з дірками, випускаючи при цьому фотони з енергією, меншою або рівною енергії поглинених фотонів. Довжини хвиль випущених фотонів аналізуються за допомогою системи, що складається з монохроматора і фотодетектора, що охолоджується рідким азотом. Таким чином, отримані спектри дозволяють вивчати структуру енергетичних рівнів речовини і багато інших аспектів фізики напівпровідників та інших матеріалів.

## Види фотолюмінесцентної спектроскопії

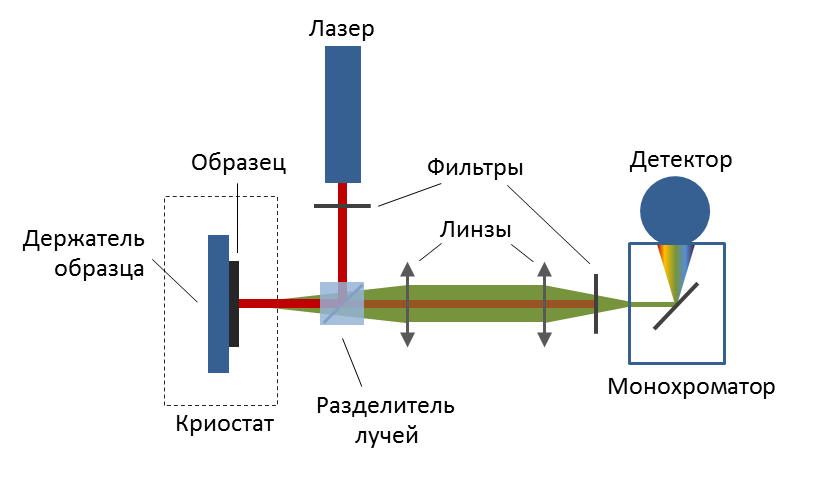
Схема установки класичної фотолюмінесцентної спектроскопії

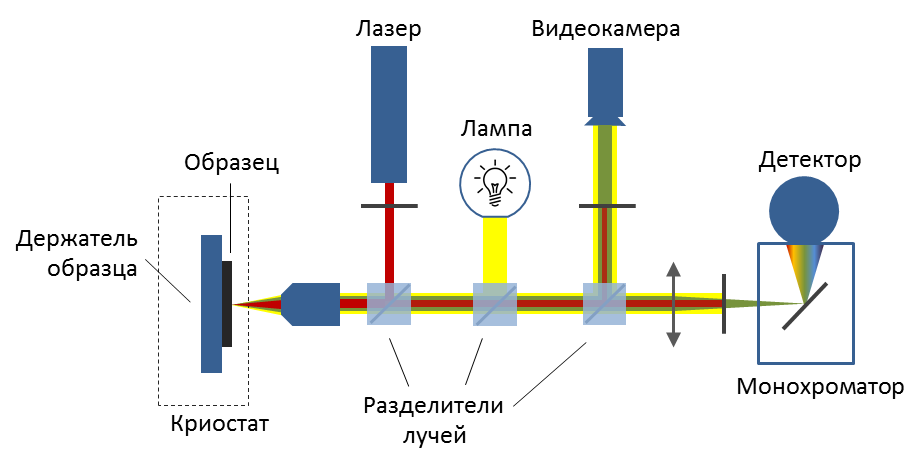
Схема установки мікро-фотолюмінесцентної спектроскопії

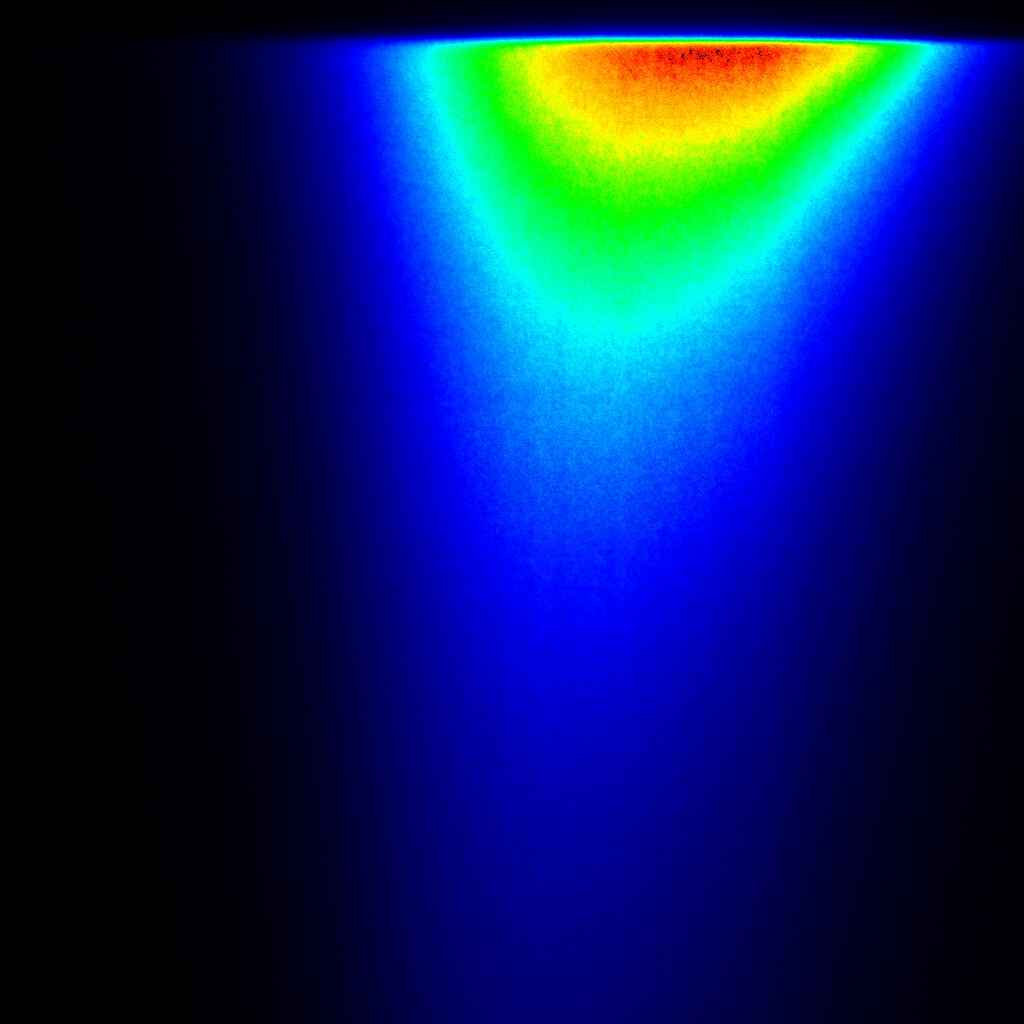
Типовий результат вимірювань у часо-розділеній фотолюмінесцентній спектроскопії. За вертикальною віссю відкладено час (зверху вниз), а по горизонтальній осі — довжину хвилі випромінювання. Кольором показано інтенсивність випромінювання.

Існує кілька основних видів фотолюмінесцентної спектроскопії і багато модифікацій. Кожна методика дозволяє вивчати різні властивості зразка, тому, для повного вивчення одного зразка нерідко користуються кількома різними методиками.

### Класична фотолюмінесцентна спектроскопія (PL)
У класичній версії методу лазерний промінь фокусується в точку діаметром близько міліметра на поверхні зразка. Випромінене світло збирається системою лінз і фокусується на вхідному отворі монохроматора. Усередині монохроматора рухлива дифракційна ґратка розщеплює світло так, що лише фотони певної довжини хвилі (або певного вузького діапазону довжин хвиль) спрямовуються в детектор, який являє собою ПЗС-матрицю. При цьому лазерний промінь, відбитий від поверхні зразка, обрізається спектральним фільтром, встановленим на вході в монохроматор. Поступовий поворот дифракційної ґратки забезпечує вимірювання інтенсивності світла на кожній довжині хвилі розглянутого діапазону. Спектральна роздільність такої системи визначається дифракційною ґраткою. Таким чином, в експерименті вимірюється спектр випромінювання, тобто залежність інтенсивності випромінювання від його довжини хвилі (або енергії).

### Мікро-фотолюмінесцентна спектроскопія (Micro-PL, PL)
Ця модифікація фотолюмінесцентної спектроскопії призначена для вивчення мікро- і нанооб'єктів розміри яких не перевищують кілька мікрометрів. Основною відмінністю від класичного методу є використання оптичного об'єктива з 20-100-кратним збільшенням для фокусування лазерного променя на окремо взятому нанооб'єкті. З цією метою поверхня підсвічується другим променем світла, який, відбиваючись від поверхні, потрапляє разом з відбитим лазерним променем на відеокамеру, зображення з якої бачить експериментатор, що дозволяє точно контролювати положення лазерного променя на поверхні зразка. Установка мікро-фотолюмінесцентної спектроскопії влаштована складніше від класичної і вимагає більш точного налаштування, через необхідність одночасного фокусування двох променів світла. З іншого боку, ця методика здатна принести точніші результати, оскільки працює з одиничним нанооб'єктом, наприклад нановіскером, тоді як за класичної методики лазер неминуче збуджує велику кількість нанооб'єктів, які перебувають на поверхні, що призводить до усереднення отриманих результатів.

### Часо-роздільна фотолюмінесцентна спектроскопія (Time-resolved PL, TRPL)
Ця методика призначена переважно для вимірювання часів життя носіїв заряду в матеріалі. В даному методі збудження зразка проводиться короткими лазерними імпульсами, а вимірюється загасання випущеного зразком випромінювання в часі. Для таких вимірювань замість простої системи з монохроматора і детектора використовується спеціальна електронно-оптична камера (стрік-камера), а результатом вимірювань є двовимірна картина залежності інтенсивності випромінювання від часу і його довжини хвилі.

### Фотолюмінесцентна спектроскопія збудження (PLE)
Цей вид фотолюмінесцентної спектроскопії відрізняється від класичного тим, що зразок збуджується не на одній довжині хвилі (тобто одним лазером), а послідовно різними довжинами хвиль, в той час як детектується випромінювання тільки на якійсь одній довжині хвилі. Наприклад, у разі вивчення напівпровідникових структур, детектування зазвичай проводиться на довжині хвилі, що відповідає ширині забороненої зони напівпровідника, а збудження на довжинах хвиль, що дорівнюють і менші від неї. Для збудження на різних довжинах хвиль, лазер зазвичай замінюється системою, що складається з галогенної лампи і монохроматора, що дозволяє вибрати бажану довжину хвилі збудження. Даний метод дозволяє ефективно вивчати структуру енергетичних рівнів у зразку, оскільки рекомбінація між різними енергетичними рівнями стає видна більш чітко, ніж в інших методах.

### Низькотемпературна фотолюмінесцентна спектроскопія
Всі перераховані вище види фотолюмінесцентної спектроскопії можуть проводитися за різних температур (як правило, нижче кімнатної) і зокрема за температури рідкого гелію (4 К). З цією метою зразок поміщається в кріостат, у якому створюється вакуум і до зразка підводиться рідкий гелій, що охолоджує зразок. Наявний у кріостаті нагрівальний елемент дозволяє компенсувати охолодження і таким чином контролювати температуру, підтримуючи її на бажаному рівні.

## Параметри фотолюмінесцентної спектроскопії

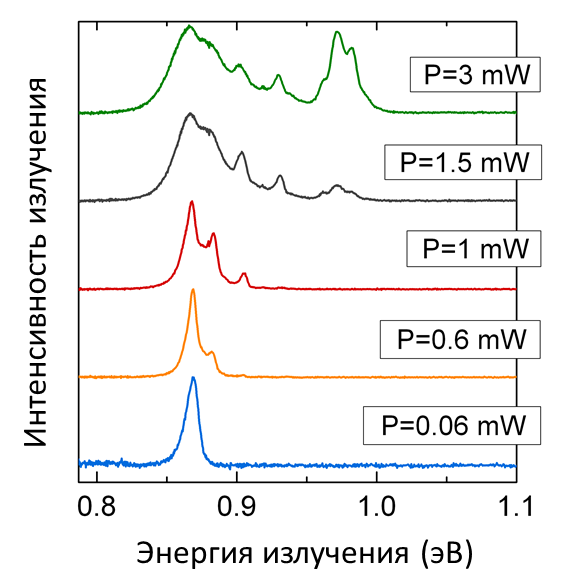
Спектр мікро-фотолюмінесценції InAs/InP квантової точки за різних потужностей збудження

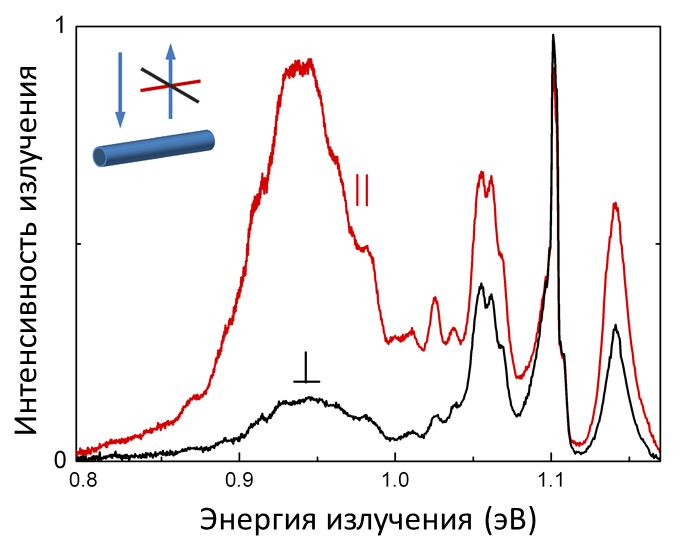
Спектри мікро-фотолюмінесценції InAs/InP нановіскера отримані при поляризаторі повернутому паралельно і перпендикулярно до нановіскера.

За використання фотолюмінесцентної спектроскопії, як правило, сенс має проведення не одиничного вимірювання, а серії експериментів, за яких варіюється один або кілька параметрів системи. Далі розглянуто основні параметри, які використовуються у фотолюмінесцентноій спектроскопії для проведення таких серій експериментів.

### Потужність збудження
Проведення серії експериментів з різними значеннями потужності збудження зразка має ключову роль у фотолюмінесцентній спектроскопії. Зокрема, в напівпровідниках залежність інтенсивності випромінювання від потужності збудження показує типи і канали рекомбінації, і може служити індикатором наявності безвипромінювальної рекомбінації на дефектах та інших процесів. Для контролю потужності збудження, як правило, використовуються нейтральні світлофільтри, що знижують вихідну потужність лазера, яка, як правило, становить 5-20 мВт.

### Температура зразка
Температура досліджуваного зразка також є ключовим параметром фотолюмінесцентної спектроскопії. Особливий інтерес являють вимірювання за низькій температурі (4К), а також спостереження змін у спектрі під час змінювання температури. Наприклад, вимірювання інтенсивності випромінювання залежно від температури (так званий графік Арреніуса) може давати уявлення про канали рекомбінації в напівпровідниках і дозволяє оцінити енергію активації та інші параметри. Вимірювання ширини піків фотолюмінесценції, як функції температури, дозволяє робити висновки про розподіл носіїв заряду в структурі. Таким чином можна проводити, наприклад, вимірювання електричних полів, що виникають у наноструктурах, та інші не прямі вимірювання. В цілому, оскільки властивості напівпровідників дуже залежать від температури, то низькотемпературна спектроскопія відграє важливу роль у вивченні матеріалів і наноструктур.

### Довжина хвилі збудження
Явище фотолюмінесценції в напівпровідникових зразках, за рідкісним винятком, може відбуватися тільки за енергії збудження, більшої (не резонансне збудження) або рівної (резонансне збудження) ширині забороненої зони, тобто з довжиною хвилі, меншою або рівною довжині хвилі, що відповідає цій ширині. Як наслідок, вивчення напівпровідникових матеріалів з використанням різних довжин хвиль становить особливий інтерес. Зокрема, порівняння результатів вимірювань за резонансного і не резонансного збуждення може давати уявлення про процеси релаксації носіїв заряду і наявності дефектів у зразку. Також на змінюванні довжини хвилі збудження ґрунтується метод фотолюмінесцентної спектроскопії збудження (PLE), описаний вище.

### Поляризація
Фотолюмінесцентна спектроскопія дозволяє аналізувати поляризацію поглиненого і випущеного випромінювання. З цією метою перед лазером і монохроматором відповідно встановлюються поляризатори. Вивчаючи інтенсивність випромінювання як функцію кута повороту поляризатора, можна зробити висновки про поляризаційну анізотропію матеріалу. Таким методом вивчають, наприклад, поляризацію нановіскерів.